# Scarba
Scarba est une île du Royaume-Uni située en Écosse.
Elle est séparée de l'île de Jura par le détroit de Corryvreckan.